# Eberhard & Co.

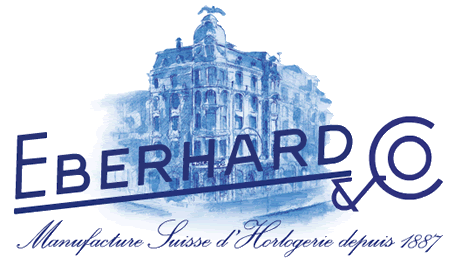
Das Maison de l’Aigle

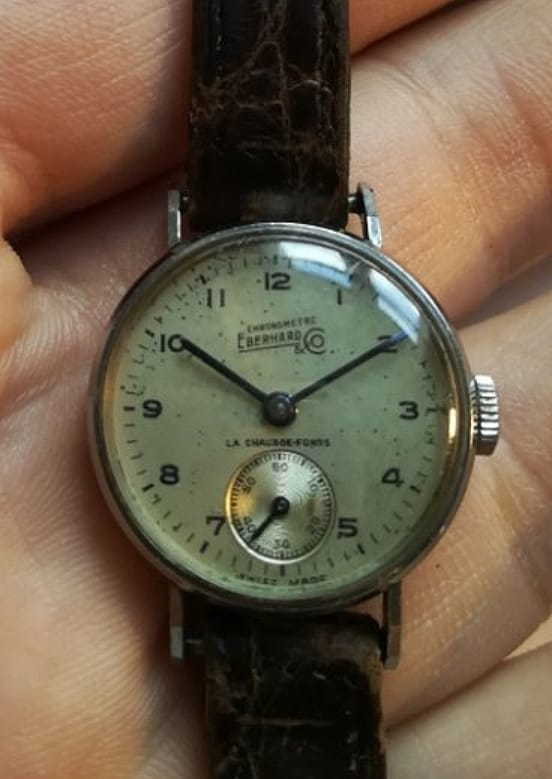
Uhr aus den 1940er Jahren

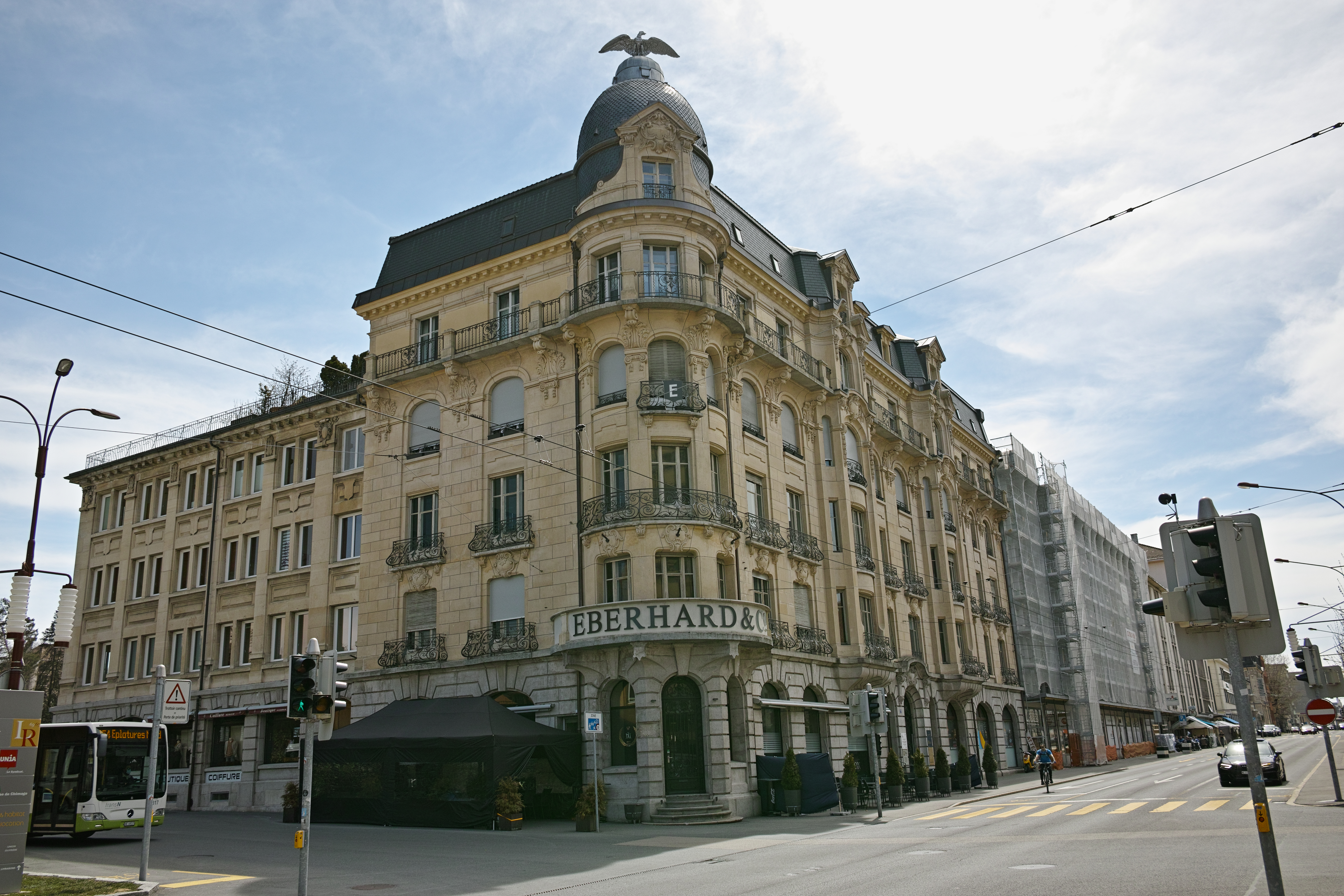
Das Maison de l’Aigle 2021, der Adler musste nach Hagelschäden am 11. Oktober 2022 entfernt werden

Eberhard ist ein Schweizer Uhrenhersteller im Luxussegment, der auf die Entwicklung von Chronographen spezialisiert ist. Er wurde 1887 in La Chaux-de-Fonds in der Schweiz von Georges-Emile Eberhard gegründet. Generaldirektor ist Mario Peserico. Die Produktion ist in La Chaux-de-Fonds, Marketing und Distribution befinden sich in Lugano.

## Geschichte
Georges-Emile Eberhard wurde 1865 in Saint-Imier geboren. 1887 gründete er die Uhrenmanufaktur Manufacture d’Horlogerie Eberhard & Co. Im selben Jahr präsentierte er seinen ersten Taschenchronographen.  1907 wurde der Hauptsitz der Manufaktur an der Avenue Léopold-Robert 73 in La Chaux-de-Fonds eingeweiht. Das neobarocke Gebäude, im Armierungsbeton-Verfahren erstellt, entstand 1906 nach Plänen des Architekten Léon Boillot. Das Gebäude enthält acht Sechszimmerwohnungen, Geschäftslokale und einen Produktionstrakt. Zwei Wohnungen gestaltete Le Corbusier 1914, der als Mitglied der Ateliers d’art réunis seine Ideen umsetzte. Diese Einbauten gingen später verloren. Das Haus ist für den Zink-Adler bekannt, der seit 1907 die Dachkuppel krönt.
Das Unternehmen produzierte die von Georges-Frédéric Roskopf entwickelte Billiguhr Prolétaire für das breite Marktsegment, bestehend aus nur 57 statt ca. 150 Teilen. Die Herstellung der Prolétaire teilten sich mehrere Unternehmen, woran sich Eberhard & Co. nach dem Ausstieg des Erfinders 1873 einen grossen Anteil sicherte. 1919 übernahmen die Söhne Georges und Maurice Eberhard die Leitung. 1922 wurde der Produktionstrakt fertig. 1926 übernahmen die Brüder das Unternehmen vollständig. In den 1930er Jahren wurde Eberhard & Co. offizieller Lieferant für die Offiziere der Marine des Königreichs Italien.
1969 wurde Eberhard & Co. von Palmiro Monti aufgekauft. 1987 feierte die Marke ihr 100-jähriges Jubiläum und ist heute ganz auf das Luxussegment fokussiert. Sie versteht sich als Marke für den sportlichen Mann. Die Eigentümerfamilie verlegte 2019 den Firmensitz wieder an die Avenue Léopold-Robert 73. Die Marke verfügt über ein gut ausgebautes Absatznetz in Italien. Mario Peserico war 2024 als Minderheitsaktionär mit 5 % am Unternehmen beteiligt.
Am Hauptsitz gibt es ein kleines Museum für Besuche auf Anmeldung. Eine spezialisierte Abteilung von Uhrmacher-Rhabilleuren kann auch historische Uhren reparieren. Zu diesem Zweck unterhält sie ein eigentliches Uhrenarchiv, anhand dessen fehlende Ersatzteile originalgetreu nachproduziert werden können.

## Uhren
Die bekanntesten Uhren von Eberhard sind die Chronographen: Contograf, Extra-fort, Aviograf und Tazio Nuvolari.
weitere wichtige Modelle sind:
| Name                                     | Herstellungsjahr | Gehäuse  | Zifferblatt | Uhrwerk                   | Funktion                |
| ---------------------------------------- | ---------------- | -------- | ----------- | ------------------------- | ----------------------- |
| Eberhard (Chronograph mit einem Drücker) | 1920             | Gelbgold | Weiß        | Mechanisch mit Handaufzug | Chronograph             |
| Eberhard (Extra-fort)                    | 1950             | Gelbgold | Silber      | Mechanisch mit Handaufzug | Chronograph             |
| Eberhard (8-Tage-Modell)                 | 1997             | Stahl    | Silber      | Mechanisch mit Handaufzug | Gangreserve von 8 Tagen |